# فوميي إينوكي
فوميي إينوكي (باليابانية: 鵜木 郁哉) (مواليد 4 يوليو 2001) هو لاعب كرة قدم ياباني.

## وصلات خارجية
- فوميي إينوكي على موقع رابطة كرة القدم اليابانية للمحترفين (اليابانية)
- فوميي إينوكي على موقع إي إس بي إن إف سي (الإنجليزية)
- فوميي إينوكي على موقع قاعدة بيانات كرة القدم.إي يو (الإنجليزية)
- فوميي إينوكي على موقع Soccerbase.com (لاعب) (الإنجليزية)
- فوميي إينوكي على موقع Soccerway.com (الإنجليزية)
- فوميي إينوكي على موقع عالم كرة القدم.نت (الإنجليزية)